# Teach Your Children
Teach Your Children è un brano musicale scritto da Graham Nash e pubblicato dal gruppo rock Crosby, Stills, Nash & Young nel 1970.
Il brano fa parte dell'album Déjà Vu e vede la partecipazione di Jerry Garcia alla pedal steel guitar.

## Tracce
1. Side A: Teach Your Children
2. Side B: Carry On

## Formazione
- David Crosby – voce
- Stephen Stills – voce, chitarra, basso
- Graham Nash – voce principale, chitarra, percussioni
- Dallas Taylor – batteria, tamburello, percussioni
- Jerry Garcia – pedal steel guitar